# Начало Века
«Начало Века» — российская фолк-рок-группа. Была образована в 2002 году в городе Волгограде. С 2004 года группа живёт в Москве.
Основатель группы — Алексей Итюжов.

## О группе
Для творчества группы «Начало Века» характерен синтез народного корневого искусства с современным музыкальным мышлением. «Начало Века» берут аутентичные фольклорные произведения без срока давности и перерабатывают их актуальными музыкальными средствами. За основу берётся текст и мотив народной песни, а аранжировка делается исходя из вкусов и музыкальных предпочтений самих музыкантов. Группа пошла по проторённому пути эклектики, которая к концу XX века сублимировалась практически во всех жанрах в компилятивность, вырождаясь в постмодернизм. Сейчас «Начало Века» — это уже не фолк-рок как таковой, а некий этно-фьюжн широкого профиля, world music.
Группа «Начало Века» была основана в Волгограде в 2002 году. С 2004 года группа базируется в Москве. Первый её альбом под названием «На грани фолКа» вышел в 2004 году на ФГ «Никитин». Летом 2006 года композиция с первого альбома — «Соловейка» попадает в Фавориты недели «Чартовой дюжины» на «НАШЕем Радио».
Релиз второго альбома, названного «Этнограмма», состоялся 8 марта 2007 года («Студия Союз»). Песня «Улетаю» из этого альбома попадает в эфир «НАШЕго Радио».
В 2007 году основой музыкального сопровождения к кинофильму «Золушка.ru» стали песни группы «Начало Века» из альбома «Этнограмма»: «Улетаю», «Улетаю (other vers.)» и «Кумушки». Кроме этого, группа «Начало Века» записала ещё пять песен специально для кинокартины: «Два Часа», «Май» (или «Люди не летают»), «Алло, ку-ку!», «Баю-бай, бейби!», «Песня для влюблённых». Эта работа велась совместно с композиторами Виталием Окороковым и Александром Гриценко. Кинокомпания «Star Media» в 2007 году сняла клип на песню группы «Начало Века» — «Улетаю», использовав кадры из фильма.
Летом 2008 года группа «Начало Века» приступает к работе над новым проектом «Дуэтно». Название будущей пластинки говорит само за себя: это дуэты, в основе которых неизменное этно — народная песня. Все песни в альбоме Алёна Сергиевская (вокалистка группы) споёт с разными исполнителями. Своё согласие присоединиться к проекту подтвердили уже многие музыканты. Среди них есть и такие, кто в последнюю очередь ассоциируется с фолк-музыкой. Первая ласточка проекта — дуэт с Хелависой (группа «Мельница»). Песня «Тебя Ждала» сразу попадает в хит-парады радиостанций и активно ротируется.
В 2009 году группа «Начало Века» начинает запись своего третьего по счёту альбома «Формы времени», релиз которого планируется на 2010 год, а параллельно ведёт работу над проектом «Дуэтно». Сингл «Всё пройдёт» (песня из нового альбома) становится доступным для скачивания зимой 2009-го. Премьера песни «Колесо» (песни с будущей пластинки коллектива) состоялась на радио «Maximum» весной 2009 года. Также в 2009 году группа «Начало Века» принимает участие в проекте «НАШЕго Радио» — «Соль».
Интернет-релиз альбома «Формы времени» состоялся 10 октября 2010 года (10.10.10.). Осенью 2010 года группа «Начало Века» снимает видеоклип на песню из нового альбома «Формы времени» — «Колесо». Автором клипа стал Андрей Тельминов — талантливый режиссёр, сценарист и клипмейкер. 27 декабря 2010 года новый альбом группы «Начало Века» — «Формы времени» выходит на CD. Помимо 10-ти основных композиций, вошедших в цифровую версию, на диске в виде бонуса присутствуют треки «Тебя ждала» (для проекта «Дуэтно»), «Светит месяц» (для проекта «НАШЕго Радио» — «Соль»), а также видеоклип на песню «Колесо». Весной 2011 года песня группы «Начало Века» — «Формы времени» попадает в саундтрек нового 16-серийного фильма — «Часы любви». Главные роли в проекте исполнили Антон Макарский и Эмилия Спивак. Премьера фильма состоялась на телеканале «ТВ3».

Осенью 2012 года Алёна Сергиевская объявляет о запуске сайд-проекта под названием «Никому». 7 октября 2012 года на сайте группы «Начало Века» и на специально созданной странице на портале «Kroogi.com», появились два дебютных трека проекта. По словам Алёны, к фолк-року «Никому» не имеет ни малейшего отношения: 
«На этот раз вы отправитесь в путешествие по упругим волнам вечно молодого диско-рока, щедро сдобренного меланхоличной светлой лирикой».
 Создание нового проекта, по мнению Алёны, это закономерное творческое явление: 
«Меняются времена, меняются люди, и музыка также не стоит на месте… Мы по-прежнему любим народные песни, и будем их петь. Только сейчас не об этом! Хотим рассказать вам о том, что наболело, натерпелось, просмеялось, станцевалось и выросло в наших головах, сердцах, душах — называйте, как хотите. Пока мы занимались проектом „Начало Века“, записывали и издавали пластинки, мир серьёзно изменился. Сами пластинки стали историей. Вообще, люди перестали слушать музыку альбомами. Да и мы сами перестали. В сущности, это нормально. Поэтому вот вам неальбом. Считайте это первой главой нашей некниги. Надеемся, вам понравится. Нам — нравится».
Группа неоднократно принимала участие в известных российских фестивалях: «Этнолайф», «Этнолэнд», «Эммаус-2006», «Старый Новый Рок», «Нашествие» (2005, 2006, 2008, 2009, 2010), «Воздух», «Дикая Мята», «Ethnoween», «Молодинская битва», «Урожай», «Kubana», «Emergenza» и др.

## Участники группы

### Текущий состав
- Алёна Сергиевская — вокал (с 2002)
- Михаил Санок — гитара (с 2007)
- Елена Гусева — клавишные, администрирование (с 2002)
- Алексей Итюжов — акустическая гитара, тексты песен, звукозапись. Основатель группы «Начало Века»
- Роман Шелетов — бас-гитара (с 2006)
- Владимир Бусель — барабаны, перкуссия (с 2006)

### Бывшие участники группы
- Ирина Сергиевская — вокал, бэк-вокал (2002—2005)
- Руслан Смага — гитара (2002—2005)
- Михаил Быковский — бас-гитара (2002—2004)
- Виктор Коваль — барабаны (2002—2005)
- Антон Крюков — гитара (2006—2007)
- Александр Колаковский — бас-гитара
- Михаил Васильев — барабаны
- Сергей Ямашкин — бас-гитара
- Константин Вершинин — гитара
- Игорь Верхотуров — гитара
- Данила Зубов — бас-гитара
- Анатолий Попков — бас-гитара

## Дискография

### Альбом «Формы времени» 2010 год («Navigator Records»)
Интернет-релиз 10.10.10.
Релиз на CD 27.12.10. («Navigator Records»)
- Тропинка
- Колесо
- Всё пройдёт
- Формы времени
- Уж вы, голуби
- Горница
- Загадка
- Золотая рыбка
- Чудеса
- На Ивана

бонус
- Тебя ждала (для проекта «Дуэтно»)
- Светит месяц (для проекта «Соль»)
- Колесо (видеоклип)

### Альбом «Этнограмма» 2007 год («Студия Союз»)
- Этнограмма Vol.1
- Заря
- Улетаю
- Река
- Надя
- Офицерики
- Плывёт Чёлн
- Этнограмма Vol.2
- Встреча
- Жинка
- Лебёдушка
- Паранья
- Финская
- Кумушки
- Этнограмма Vol.3
- Улетаю (other vers.)
- Гори

### Альбом «На грани фолКа» 2004 год (ФГ «Никитин»)
- Паранья
- Черёмушка
- Таня-Танюша
- Кабы сдох!
- Лебёдушка
- Пью-пью!
- Свадебная
- Жинка
- Туман
- Калинушка
- Соловейка
- Туман яром
- О Вечности
- Яблонька
- Чёрный Ворон (bonus)

## Вне альбомов

### Сайд-проект «Никому» 2012—2013 гг
- Просто (музыка: А. Крюков, слова: А. Итюжов)
- Мил Ли Он (музыка: А. Крюков, слова: А. Итюжов)
- Она танцует (ориг. Daylight is High) (музыка: А. Крюков, слова: А. Итюжов)

### Сингл «Начало Века» — Колесо2009 год
«Колесо» — песня из нового альбома группы «Начало Века» — «Формы времени».
В записи песни, помимо музыкантов группы «Начало Века», принял участие хор «Apple Voices».
- Начало Века — Колесо. Премьера песни на радио «Maximum»
- Видеодеоклип на песню «Колесо»

### Сингл «Начало Века» — Всё пройдёт2009 год
«Всё пройдёт» — песня из нового альбома группы «Начало Века» — «Формы времени».
- Информация о сингле
- Песня «Всё пройдёт» на сайте сообщества Kroogi.com
- Видео-премьера песни «Всё пройдёт» на Youtube

### Сингл «Начало Века» feat.Хелависа— Тебя ждала2008 год(для проекта «Дуэтно»)
Сингл «Тебя ждала» — это переработка старинной народной бретонской песни Tri martolod. Автор текста на русском языке — Алексей Итюжов.
- Информация о сингле
- Премьера песни «Тебя Ждала» на НАШЕм Радио (видео на Youtube)
- Официальная версия песни «Тебя Ждала» на сайте сообщества Kroogi.com

См. также * «Начало Века» feat. Хелависа — Тебя Ждала (Remix by Edwud)

### Песни для к/ф «Золушка.ru» 2007 год
- Улетаю
- Улетаю (other vers.)
- Кумушки
- Май (Люди не летают)
- Алло, ку-ку!
- Песня для влюблённых
- Баю-бай, бейби!
- Два часа

## Сборники
- Фолк Навигация. («Navigator Records», 2011)
- Field. («Far from Moscow», 2011)
- СОЛЬ. Часть 2. («Мистерия рекордс», 2010)
- Чартова дюжина. Top 13. (ФГ «Никитин», 2009)
- Фолк Навигация. («Navigator Records», 2008)
- MP3 коллекция. Лучшие хиты эфира. (ФГ «Никитин», 2006)
- XXXL праздничный (№ 15). (Монолит-Трейдинг, 2006)
- Lady’s FM. Лучшие хиты радиоэфира. (ФГ «Никитин», 2006)
- Rockoвой devi4nik (Vol.2). (ФГ «Никитин», 2005)
- Девочки снова сверху. (ФГ «Никитин», 2005)
- Народный хит 6. (ФГ «Никитин», 2005)

и др.

## Видеоклипы
- Колесо 2010 год

Видео на Youtube

Режиссёр, оператор — Андрей Тельминов

Монтаж — Андрей Тельминов

Художник — Анна Черепанова

Актёр — Александр Самохвалов
- Улетаю 2007 год

Видео на Youtube

Режиссёр, оператор — Андрей Самарец

Монтаж — Андрей Самарец, Кирилл Нахалов
- Соловейка 2004 год

Видео на Youtube

Режиссёр, оператор — Андрей Будько

Монтаж — Елена Коптяева

## Видео
- Начало Века — Формы времени (саундтрек к/ф «Часы любви») (2011)
- Начало Века — Колесо (официальный видеоклип) (2010)
- Как снимали «Колесо» (Интервью с режиссёром клипа Андреем Тельминовым) (2010)
- 10.10.10. «Начало Века». Альбом «Формы времени». (Анонс интернет-релиза) (2010)
- Начало Века — Светит месяц (любительское видео; для проекта «Соль» (2010)
- Начало Века — Вдоль по улице метелица метёт (любительское видео) (2009)
- Начало Века — Всё пройдёт. Премьера песни! (любительское видео) (2009)
- Начало Века — Уж вы, голуби (live) (2008)
- Начало Века — Тебя Ждала (live) (2008)
- Начало Века — Жинка (live) (2008)
- Начало Века feat. Хелависа — Тебя Ждала. Премьера песни на «НАШЕм Радио» (2008)
- Начало Века feat. Хелависа — Тебя Ждала. Рабочие моменты (2008)
- Начало Века — Улетаю (live) (2008)
- Начало Века — Улетаю other vers. (слайд-шоу) (2008)
- Презентация альбома «Этнограмма» в передаче «Воздух» на «НАШЕм Радио» (live) (2007)
- Начало Века — Встреча (любительское видео) (2007)
- Начало Века — Плывёт чёлн (live) (2007)
- «Начало Века» на съёмках фильма «Золушка.ru» (2007)
- Начало Века — Алло, ку-ку! (к/ф «Золушка.ru»; слайд-шоу) (2007)
- Начало Века — Улетаю (официальный видеоклип) (2007)
- «Начало Века» на фестивале Нашествие 2006
- «Начало Века» на фестивале Нашествие 2005
- Начало Века — Соловейка (любительский видеоклип) (2005)

### Рецензии и статьи
См.: пресса о группе «Начало Века»